# Australian Football League
Australian Football League (AFL) (en español, Liga de fútbol australiano) es el campeonato profesional de fútbol de reglas australianas, que se celebra en el país oceánico entre los meses de marzo y septiembre. Está compuesta por 18 equipos, que se enfrentan entre sí en una liga regular a 23 jornadas. Los ocho mejores disputan después una ronda de eliminación directa, en la que se decide el campeón por el título.
La AFL fue creada en 1897, cuando ocho equipos de la asociación de fútbol del estado de Victoria crearon la Victorian Football League (VFL). La liga solo contó con clubes de Victoria hasta 1982, cuando el equipo de Melbourne Meridional se trasladó a Sídney (Nueva Gales del Sur). A partir de ese momento, el campeonato se ha expandido a zonas del oeste, sureste y este del país. En 1990, la VFL cambió su nombre por el actual para reflejar la nueva situación de la competición.
Es el torneo con más audiencia de Australia, tanto en asistencia a los terrenos de juego como en espectadores por televisión y seguimiento de los medios de comunicación.

## Estructura

### Temporada
La AFL opera bajo un sistema cerrado de franquicias, por lo que no existen ni descensos ni promoción. La mayoría de clubes se remontan a los orígenes del fútbol australiano e incluso al nacimiento de este deporte. En ese sentido, uno de los participantes es el primer club de la historia, Melbourne Football Club (fundado en 1859). Los ocho equipos fundadores procedían del estado de Victoria, concretamente de Melbourne y sus alrededores, hasta que en los años 1980 se amplió la participación a otras ciudades.
El campeonato consta de una temporada regular con 18 equipos, sin divisiones ni conferencias. Se juegan 23 jornadas (Rounds), incluyendo una semana de descanso (Bye week) para cada club.  Además se realiza un partido de las estrellas (normalmente, entre un combinado de Victoria y otro del resto del país). El equipo con más puntos al término de la fase se lleva el Trofeo McClelland como campeón de la liga regular (minor premier) y se clasifica para la fase final. Los ubicados desde la segunda hasta la octava posición también se clasifican para los playoff por el título. El último lugar en el standing se lleva la cuchara de madera.

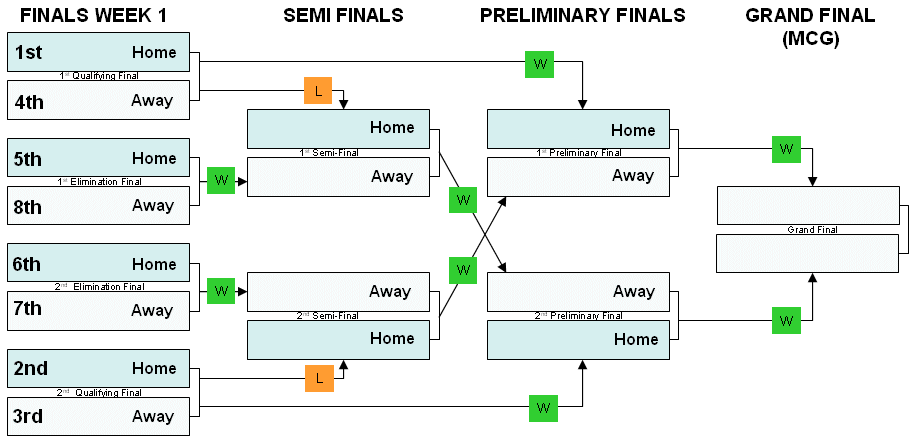
Esquema típico de una fase final.

La fase final es de eliminación directa a partido único. Los cuatro primeros clasificados juegan las "rondas clasificatorias" (primero contra cuarto, segundo contra tercero), mientras que del quinto al octavo juegan "rondas eliminatorias". Los vencedores se meten en las finales previas, mientras que los perdedores juegan contra los ganadores de las eliminatorias. La siguiente ronda son las semifinales, y después se juegan las finales previas. El ganador de cada final preliminar juega la final por el título (Grand Final), que se disputa a finales de septiembre. En caso de empate, se repite el partido una semana después. El campeón de la final recibe la bandera y el título de campeón (Premiership Cup).

### Contratos de jugadores
La AFL mantiene un fuerte control sobre las plantillas de los equipos. Cada club puede tener hasta 38 jugadores profesionales, junto a otros seis con ficha de novatos o veteranos. Desde 2006 se permite incluir también dos novatos extranjeros. Aunque las plantillas de fútbol australiano están copadas por jugadores australianos, ha habido un incremento de jugadores extranjeros procedentes del resto de Oceanía, e incluso irlandeses que procedían del fútbol gaélico.
Los equipos pueden traspasar jugadores en fechas específicas, que se ubican al final de cada temporada, y solo pueden conseguir jugadores novatos mediante un draft.  El draft se celebra desde 1986, y los equipos tienen orden de preferencia en función de su posición en la temporada anterior, siendo el colista el primero en escoger. Existe una excepción, por la que los clubes tienen preferencia para elegir una promesa si es el hijo de un exjugador, conocida como «regla padre-hijo», creada en 1949 a partir de la contratación de Ron Barassi.
Existe un límite salarial, conocido como Total Player Payments, que se introdujo para igualar las diferencias entre clubes y dar oportunidades a las nuevas franquicias. En 2017, el límite se situó entre 12,45 millones de dólares australianos. Por norma general los contratos se fijan por dos años con posibilidad de renovación, y los jugadores veteranos suelen cobrar una media de 350.000 dólares, si bien los clubes no suelen hacer públicos estos datos. Una estrella puede cobrar hasta 1.200.000 dólares al año, aunque son las excepciones.
La AFL vigila por el cumplimiento del límite salarial, y sanciona a los clubes que pagan más de lo permitido, presentan datos falsos a la comisión de la liga o los entregan tarde. La liga puede multar a los clubes con multas de 10 000 dólares por cada documento incorrecto, retirada de elecciones de draft o incluso pérdida de puntos en la liga, si bien esto último nunca ha ocurrido. En 2002, Carlton Football Club fue multado con 987.500 dólares y no pudo seleccionar jugadores en el draft durante dos años, después de descubrirse que el club violó el límite salarial durante tres temporadas.

## Equipos
Desde 2012 la liga cuenta con 18 equipos. Durante 85 temporadas los clubes procedían exclusivamente del estado de Victoria, hasta que en 1982 el equipo de South Melbourne (Melbourne Meridional) se trasladó a Sídney, convirtiéndose en Sydney Swans. Esto motivó un proceso de expansión a otras ciudades del país, con franquicias para Australia Meridional, Australia Occidental y Queensland. Para reflejar los cambios, la Victorian Football League cambió su nombre por Australian Football League en 1990.
El proceso de expansión actual comenzó en 2009, con dos franquicias de expansión para Gold Coast (Queensland) y el oeste de Sídney (Nueva Gales del Sur. A partir de la temporada 2028 se incorporará una franquicia de expansión para la isla de Tasmania.

### Equipos participantes
|  | Nombre del Club  | Apodo     | Ciudad                            | Estadio                  | Capacidad | Debut | Ligas |
|  | ---------------- | --------- | --------------------------------- | ------------------------ | --------- | ----- | ----- |
|  | Adelaida         | Crows     | Adelaida, Australia Meridional    | Adelaide Oval            | 53.000    | 1991  | 2     |
|  | Brisbane Lions   | Lions     | Brisbane, Queensland              | The Gabba                | 42.000    | 1997  | 3     |
|  | Carlton          | Blues     | Melbourne, Victoria               | Marvel Stadium           | 53.359    | 1897  | 16    |
|  | Collingwood      | Magpies   | Melbourne, Victoria               | Melbourne Cricket Ground | 100.000   | 1897  | 16    |
|  | Essendon         | Bombers   | Melbourne, Victoria               | Marvel Stadium           | 53.359    | 1897  | 16    |
|  | Fremantle        | Dockers   | Fremantle, Australia Occidental   | Optus Stadium            | 65.000    | 1995  | 0     |
|  | Geelong          | Cats      | Geelong, Victoria                 | Kardinia Park            | 28.000    | 1897  | 10    |
|  | Gold Coast       | Suns      | Gold Coast, Queensland            | Carrara Stadium          | 25.000    | 2011  | 0     |
|  | GWS              | Giants    | Sídney Oeste, Nueva Gales del Sur | Sydney Showground        | 25.000    | 2012  | 0     |
|  | Hawthorn         | Hawks     | Melbourne, Victoria               | Melbourne Cricket Ground | 100.000   | 1925  | 13    |
|  | Melbourne        | Demons    | Melbourne, Victoria               | Melbourne Cricket Ground | 100.000   | 1897  | 12    |
|  | North Melbourne  | Kangaroos | Melbourne, Victoria               | Marvel Stadium           | 53.359    | 1925  | 4     |
|  | Puerto Adelaida  | Power     | Adelaida, Australia Meridional    | Adelaide Oval            | 53.000    | 1997  | 1     |
|  | Richmond         | Tigers    | Melbourne, Victoria               | Melbourne Cricket Ground | 100.000   | 1908  | 12    |
|  | St Kilda         | Saints    | Melbourne, Victoria               | Marvel Stadium           | 53.359    | 1897  | 1     |
|  | Sídney           | Swans     | Sídney, Nueva Gales del Sur       | Sydney Cricket Ground    | 46.000    | 1897  | 4     |
|  | West Coast       | Eagles    | Perth, Australia Occidental       | Optus Stadium            | 65.000    | 1987  | 3     |
|  | Western Bulldogs | Bulldogs  | Melbourne, Victoria               | Marvel Stadium           | 53.359    | 1925  | 2     |

### Equipos desaparecidos
|  | Nombre del Club                    | Apodo    | Ciudad               | Estadio                  | Debut | Fin  | Razón                                                | Ligas |
|  | ---------------------------------- | -------- | -------------------- | ------------------------ | ----- | ---- | ---------------------------------------------------- | ----- |
|  | Melbourne University Football Club | Students | Parkville, Victoria  | Melbourne Cricket Ground | 1908  | 1914 | Sin jugadores, después de la Guerra Mundial.         | 0     |
|  | Fitzroy Football Club              | Lions    | Melbourne, Victoria  | Brunswick Street Oval    | 1897  | 1996 | Bancarrota. Fue absorbido por Brisbane Bears.        | 8     |
|  | Brisbane Bears                     | Bears    | Brisbane, Queensland | The Gabba                | 1986  | 1996 | Absorbió a Fitzroy y se convirtió en Brisbane Lions. | 0     |

### Estadios
Habitualmente, los equipos de la Australian Football League cuentan con un estadio propio que utilizan como cancha de entrenamiento, pero durante la liga comparten campo con otros clubes. Esto se da especialmente en Melbourne, donde existen dos grandes campos: Docklands Stadium (53.000 espectadores) y Melbourne Cricket Ground (100.000 espectadores), donde también se juega la gran final. Existen abonos de temporada para socios, que también otorgan prioridad para conseguir entradas en las fases finales si su equipo llega a ellas. Collingwood FC es el club con más abonados de Australia (57.408), seguido de Hawthorn Hawks (53.978) y Adelaide FC (45.545).
Los clubes también firman acuerdos para jugar algunos partidos de liga en ciudades sin equipo profesional, y explotar de este modo otros mercados sin establecer una nueva franquicia. Por ejemplo, Hawthorn Hawks juega dos o tres partidos en Launceston (Tasmania), mientras que Western Bulldogs ha disputado partidos en la capital del país, Canberra. Por su parte, desde 2010 también se han jugado algunos partidos en Darwin (Territorio del Norte), el estado menos poblado de Australia.

## Historia

### Fundación de la Victorian Football League (1897-1914)
Los orígenes del fútbol australiano se remontan a 1858, cuando se establecieron las primeras reglas del juego. El primer equipo que se fundó fue Melbourne Football Club, el 14 de mayo de 1859, y poco después se le sumarían otros clubes. La mayoría de equipos se formaron en el estado de Victoria, donde también se realizaron los primeros campeonatos. En 1877 se formó la primera asociación amateur del estado, Victorian Football Association (VFA).
En 1896, varios equipos de la VFA rompieron su relación con la asociación y crearon su propio campeonato, que se disputó en los meses de invierno. La Victorian Football League' (VFL) se constituyó oficialmente en 1877, con todos sus clubes procedentes de Melbourne y su área metropolitana, una situación que perduró hasta 1982. Los fundadores de la liga fueron Carlton, Collingwood, Essendon, Fitzroy, Geelong, Melbourne FC, St Kilda y South Melbourne.
El primer campeón de la VFL fue Essendon, que venció en una liguilla por el título a Geelong, Collingwood y Melbourne. Al año siguiente se introdujo una final (Grand Final) entre los mejores de la temporada regular para decidir al campeón, tradición que se ha mantenido hasta la fecha. En poco tiempo la VFL se consolidó como el principal campeonato de Victoria, y en 1908 se sumaron dos clubes más: Richmond FC y University, ambos de Melbourne. Los primeros clubes que dominaron el campeonato fueron Fitzroy y Collingwood, aunque Carlton logró tres títulos consecutivos entre 1906 y 1908.

### Periodo de entreguerras (1914-1945)

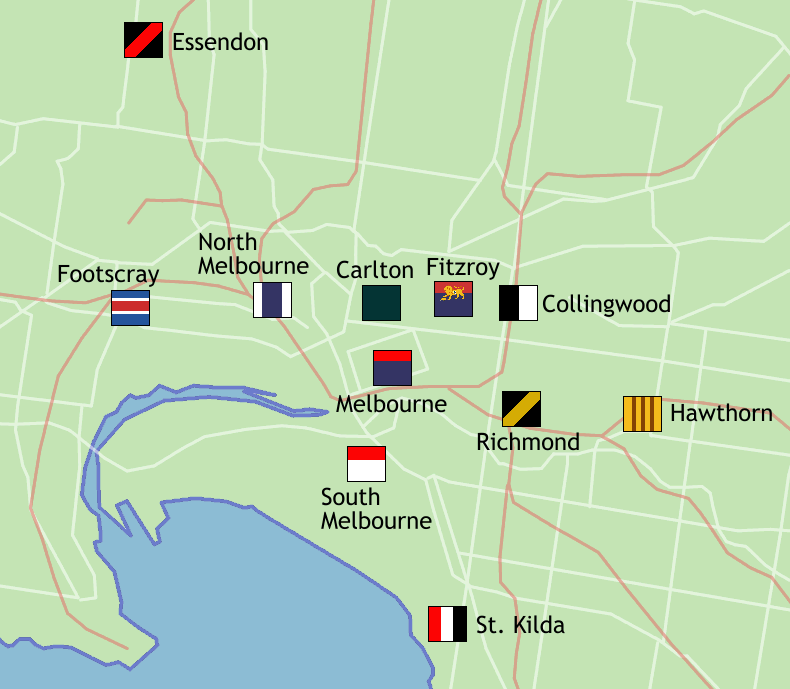
Localización de los clubes de Melbourne. No se incluye Geelong, situada al suroeste de la ciudad.

Tras el estallido de la Primera Guerra Mundial, varios equipos se quedaron sin jugadores porque éstos se enrolaron en las fuerzas ANZAC. En el caso del University, el club perdió a todos sus miembros y no volvió a la competición. Además, muchos clubes se vieron afectados por la polarización de la sociedad australiana durante el conflicto. Por ejemplo, St Kilda renunció a sus colores tradicionales (rojo, blanco y negro) durante el conflicto, porque coincidían con los de la bandera alemana.
La VFL meditó suspender la temporada de 1915, pero finalmente se mantuvo con nueve clubes. Un año después se disputó el torneo más reducido de la historia con solo cuatro clubes (Carlton, Collingwood, Fitzroy y Richmond), porque el resto se encontraban sin efectivos o rehusaron participar. Dicha temporada se caracterizó porque Fitzroy, colista en la liga regular, venció en la gran final a Carlton y se proclamó campeón de liga, un caso extraño en el mundo deportivo. Geelong y South Melbourne regresaron en 1917,  St Kilda y Essendon lo hicieron en 1918,  y Melbourne volvió en 1919.
Al término de la guerra, el campeonato volvió a desarrollarse con normalidad. En ese tiempo se desarrollaron premios individuales como la medalla Brownlow, que desde 1924 premia al mejor jugador del año tanto en juego como en deportividad. La VFL aumentó hasta los 12 participantes, con el debut en 1925 de Footscray, Hawthorn y North Melbourne. Hasta los años 1940 los debutantes fueron muy débiles en comparación con los miembros fundadores, que continuaban dominando la liga. Collingwood se convirtió en el primer club que ganó cuatro temporadas consecutivas (1927 a 1930), y en 1929 se convirtió también en el primero que ganó la liga sin perder ni un solo encuentro.
El estallido de la Segunda Guerra Mundial, que volvió a afectar al desarrollo normal del campeonato. La consecuencia más evidente se produjo en 1942 cuando Geelong FC, situado en la periferia de Melbourne, no pudo competir durante dos años porque había restricciones para el transporte. Además, muchos jugadores se alistaron en el ejército, y los equipos tenían que jugar en campos con menor capacidad porque Melbourne Cricket Ground estaba siendo utilizado por la fuerza aérea de EE. UU. como base aérea. En ese tiempo, el principal dominador del torneo fue Melbourne FC, con tres ligas consecutivas en plena guerra (1939 a 1941).

### Consolidación de la VFL (1945-1982)
Después de la Guerra, la VFL volvió a desarrollarse con normalidad. Aunque el campeonato solo estaba formado por equipos de Victoria, gozaba de repercusión en todo Australia porque las plantillas de los clubes contaban con jugadores de todo el país. Además, los medios de comunicación empezaron a transmitir partidos, la cobertura informativa aumentó y los futbolistas empezaron a ser considerados celebridades. Para satisfacer la demanda nacional, la liga estableció desde 1952 el National Day, una jornada normal con seis partidos que se disputarían fuera de Melbourne. Las ciudades elegidas para el primer año fueron Sídney, Brisbane, Hobart, Albury, Yallourn y Euroa.
El éxito de este deporte motivó la construcción de un estadio específico de fútbol australiano para albergar los partidos más importantes, que evitaría depender del Melbourne Cricket Ground, campo del club de críquet de la ciudad y hogar del fútbol australiano. La VFL compró en 1962 unos terrenos situados en Mulgrave, en las afueras de Melbourne, y proyectó una cancha con capacidad para 167.000 espectadores, que al final se vio reducida a 78.000. El campo llamado "Waverley Park" (o VFL Park) se inauguró en 1970, y funcionó hasta 1999.
Las retransmisiones por televisión fueron el apoyo definitivo para la consolidación de la VFL en Australia. El primer partido se transmitió en 1957, y los siguientes encuentros tuvieron buena aceptación entre el público. Al darse cuenta de que la asistencia a los estadios descendió, la VFL prohibió las retransmisiones en directo durante tres años. En 1960 volvió a permitirlas, aunque estableciendo una serie de condiciones. Como todos los equipos eran del estado de Victoria, la señal en Melbourne de los encuentros iba con retardo o en diferido, mientras que el resto de Australia podía verlos en directo.
Durante esos años hubo varias dinastías en la competición. Geelong estableció un récord de 23 victorias consecutivas entre 1952 y 1953, con una racha que incluye el campeonato de 1952. Melbourne FC consiguió cinco ligas entre 1955 y 1960, con tres victorias consecutivas entre 1955 y 1957. También se sucedieron las primeras ligas de Footscray (1954), Hawthorn (1961) y St Kilda (1966). En los años 1970 el torneo estuvo dominado por Richmond, Hawthorn y North Melbourne, que firmó dos títulos y su presencia en cinco finales consecutivas, de 1974 a 1978.
Para hacer más atractiva la competición, la VFL introdujo normas como los cambios continuos, que permitían a los equipos cambiar ilimitadamente sus jugadores, como en el baloncesto. Para unificar la imagen de los clubes, en 1977 se introdujeron escudos y logotipos oficiales, todos con la misma estética y el escudo de la VFL, que se mantuvieron hasta los años 1990. En ese tiempo también se realizaron partidos de exhibición en el extranjero para aumentar la popularidad del deporte, aunque la recepción fue peor de lo esperado.

### Expansión a otras ciudades de Australia (1982-1990)
Durante 57 años, la VFL se mantuvo con 12 equipos del área metropolitana de Melbourne, y pese a su influencia nacional entre los campeonatos de fútbol australiano, no había estudiado ninguna ampliación. La retransmisión por TV del mejor partido de la jornada a nivel nacional a partir de 1980 multiplicó el interés por la VFL como principal competición, pese a que otros estados como Australia Meridional o Australia Occidental también contaban con sus propios torneos.
En 1981, South Melbourne FC corría riesgo de desaparecer por sus elevadas deudas, circunstancia que fue aprovechada por la VFL para sugerir el traslado de la franquicia a otra ciudad. Finalmente, el club anunció su traslado a Sídney (Nueva Gales del Sur) a partir de la temporada 1982 como Sydney Swans, y se convirtió en el primer equipo de la liga que no formaba parte del área de Melbourne. La circunstancia fue aprovechada por las federaciones del este y oeste de Australia, que reclamaron franquicias de expansión en base al arraigo del fútbol australiano en sus comunidades.
Finalmente, los clubes de la VFL aceptaron una expansión a 14 equipos, con dos nuevas franquicias en Australia Occidental y Queensland. Los nuevos equipos, West Coast Eagles (Perth) y Brisbane Bears (Brisbane), ingresarían a partir de la temporada 1987. Para evitar una desventaja con respecto a los clubes de Melbourne, la liga aprobó la creación de un draft para elegir jóvenes promesas sobre la base de la posición alcanzada, y un límite salarial a partir de 1987. La medida perjudicó a clubes como Carlton, Essendon y Hawthorn, que contaban con un presupuesto muy superior al de sus rivales y dominaban el campeonato.
La llegada en 1986 de Ross Oakley como comisionado de la liga confirmó la expansión de la VFL por el resto de Australia. En un principio, se sugirió a los equipos con problemas económicos que se mudaran de ciudad o incluso se fusionaran. Esto estuvo a punto de ocurrir en 1989, cuando se intentó forzar una absorción de Footscray FC por parte de Fitzroy Lions. Sin embargo, los aficionados de Footscray recaudaron fondos para evitar su desaparición, y la unión no se llevó a cabo.

### Australian Football League (1990-2009)

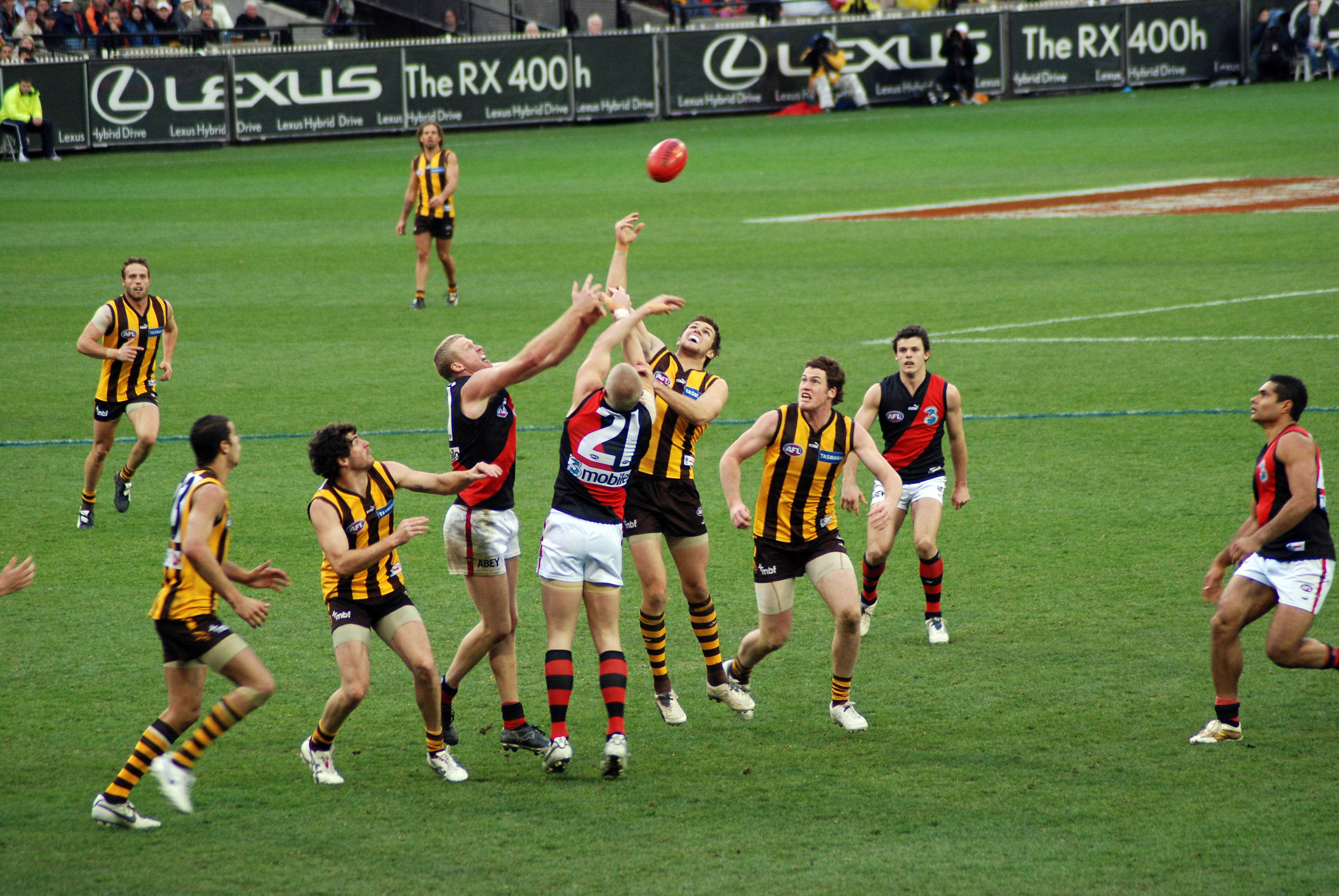
Lance de un partido entre Hawthorn y Essendon.

Para reflejar los cambios de la competición, la VFL cambió su nombre por Australian Football League (AFL) en 1990. Ese mismo año, el campeonato otorgó la primera franquicia de expansión a Australia Meridional para la temporada de 1991. Aunque Port Adelaide Football Club partía como favorito al ser el principal club del campeonato en su estado, la federación creó un club de cero, los Adelaide Crows de Adelaida. Con 15 clubes, la fase final se amplió a seis equipos. Uno de los símbolos del cambio en la liga se produjo en 1991 con el título de West Coast Eagles, primer club que ganaba la liga sin ser del área metropolitana de Melbourne.
El éxito de West Coast motivó que la última franquicia para ampliar la competición a 16 equipos fuera para otro club de Australia Occidental, Fremantle Dockers, a partir de la temporada 1995. El nuevo club hizo que la fase final aumentara hasta los ocho mejores de la temporada regular, y se añadieron nuevas normas. Pese a la ampliación a nuevos clubes, la AFL seguía buscando que los equipos de Melbourne con problemas económicos se fusionaran con otros participantes. En 1996, año del centenario de la AFL, sonaron con fuerza dos operaciones: la absorción de Melbourne FC por parte de Hawthorn Hawks en un lado, y la unión entre Fitzroy y North Melbourne en el otro. Sin embargo, ninguna de las dos se llevó a cabo.
A mediados de la temporada 1996, Fitzroy Lions entró en suspensión de pagos, y su administrador judicial aceptó una oferta de los Brisbane Bears para absorber la entidad y trasladarla a Brisbane. De este modo, el club se convirtió desde 1997 en Brisbane Lions. La fusión dejó 15 participantes, por lo que la AFL otorgó una franquicia de expansión a Port Adelaide FC, que debutó en 1997. La liga cambió de comisionado ese mismo año y su nuevo director, Wayne Jackson, rechazó nuevas incorporaciones. Johnson se mantuvo en el cargo hasta 2003, cuando fue sustituido por Andrew Demetriou.
En 1999, la AFL anunció la venta de Waverley Park para construir otro campo. La nueva instalación, Docklands Stadium, se inauguró un año después. La década de 2000 destacó por los tres títulos consecutivos de Brisbane Lions (2001 a 2003), y el dominio de Geelong FC con tres "premierships" en 2007, 2009 y 2011.

### Nuevas expansiones (2010-)
La AFL anunció una expansión a 18 clubes en 2009, que se haría efectiva a partir de la temporada 2012. Los nuevos clubes fueron Gold Coast Football Club en Gold Coast (Queensland), incorporado en 2011, y Greater Western Sydney Football Club, situado en el oeste de Sídney, que debutó en 2012. Además, no se descarta una ampliación a 20 clubes, con candidaturas que proceden de Tasmania, Darwin y Canberra.

## Palmarés
Victorian Football League
| - 1897 Essendon - 1898 Fitzroy - 1899 Fitzroy - 1900 Melbourne - 1901 Essendon - 1902 Collingwood - 1903 Collingwood - 1904 Fitzroy - 1905 Fitzroy - 1906 Carlton - 1907 Carlton - 1908 Carlton - 1909 South Melbourne - 1910 Collingwood - 1911 Essendon - 1912 Essendon - 1913 Fitzroy - 1914 Carlton - 1915 Carlton - 1916 Fitzroy - 1917 Collingwood - 1918 South Melbourne - 1919 Collingwood - 1920 Richmond | - 1921 Richmond - 1922 Fitzroy - 1923 Essendon - 1924 Essendon - 1925 Geelong - 1926 Melbourne - 1927 Collingwood - 1928 Collingwood - 1929 Collingwood - 1930 Collingwood - 1931 Geelong - 1932 Richmond - 1933 South Melbourne - 1934 Richmond - 1935 Collingwood - 1936 Collingwood - 1937 Geelong - 1938 Carlton - 1939 Melbourne - 1940 Melbourne - 1941 Melbourne - 1942 Essendon - 1943 Richmond | - 1944 Fitzroy - 1945 Carlton - 1946 Essendon - 1947 Carlton - 1948 Melbourne - 1949 Essendon - 1950 Essendon - 1951 Geelong - 1952 Geelong - 1953 Collingwood - 1954 Footscray - 1955 Melbourne - 1956 Melbourne - 1957 Melbourne - 1958 Collingwood - 1959 Melbourne - 1960 Melbourne - 1961 Hawthorn - 1962 Essendon - 1963 Geelong - 1964 Melbourne - 1965 Essendon - 1966 St Kilda | - 1967 Richmond - 1968 Carlton - 1969 Richmond - 1970 Carlton - 1971 Hawthorn - 1972 Carlton - 1973 Richmond - 1974 Richmond - 1975 North Melbourne - 1976 Hawthorn - 1977 North Melbourne - 1978 Hawthorn - 1979 Carlton - 1980 Richmond - 1981 Carlton - 1982 Carlton - 1983 Hawthorn - 1984 Essendon - 1985 Essendon - 1986 Hawthorn - 1987 Carlton - 1988 Hawthorn - 1989 Hawthorn |

Australian Football League
| - 1990 Collingwood - 1991 Hawthorn - 1992 West Coast - 1993 Essendon - 1994 West Coast - 1995 Carlton - 1996 North Melbourne | - 1997 Adelaide - 1998 Adelaide - 1999 North Melbourne - 2000 Essendon - 2001 Brisbane - 2002 Brisbane - 2003 Brisbane | - 2004 Port Adelaide - 2005 Sydney - 2006 West Coast - 2007 Geelong - 2008 Hawthorn - 2009 Geelong - 2010 Collingwood | - 2011 Geelong - 2012 Sydney - 2013 Hawthorn - 2014 Hawthorn - 2015 Hawthorn - 2016 Western Bulldogs - 2017 Richmond | - 2018 West Coast - 2019 Richmond - 2020 Richmond - 2021 Melbourne - 2022 Geelong - 2023 Collingwood - 2024 Brisbane Lions |

### Títulos por club
| Club                                     | Campeón | Años campeón                                                                                   |
| ---------------------------------------- | ------- | ---------------------------------------------------------------------------------------------- |
| Essendon                                 | 16      | 1897, 1901, 1911, 1912, 1923, 1924, 1942, 1946, 1949, 1950, 1962, 1965, 1984, 1985, 1993, 2000 |
| Carlton                                  | 16      | 1906, 1907, 1908, 1914, 1915, 1938, 1945, 1947, 1968, 1970, 1972, 1979, 1981, 1982, 1987, 1995 |
| Collingwood                              | 16      | 1902, 1903, 1910, 1917, 1919, 1927, 1928, 1929, 1930, 1935, 1936, 1953, 1958, 1990, 2010, 2023 |
| Hawthorn                                 | 13      | 1961, 1971, 1976, 1978, 1983, 1986, 1988, 1989, 1991, 2008, 2013, 2014, 2015                   |
| Richmond                                 | 13      | 1920, 1921, 1932, 1934, 1943, 1967, 1969, 1973, 1974, 1980, 2017, 2019, 2020                   |
| Melbourne                                | 13      | 1900, 1926, 1939, 1940, 1941, 1948, 1955, 1956, 1957, 1959, 1960, 1964, 2021                   |
| Geelong                                  | 10      | 1925, 1931, 1937, 1951, 1952, 1963, 2007, 2009, 2011, 2022                                     |
| Fitzroy (1897–1996)                      | 8       | 1898, 1899, 1904, 1905, 1913, 1916, 1922, 1944                                                 |
| Sydney / South Melbourne (1897-1981)     | 5       | 1909, 1918, 1933, 2005, 2012                                                                   |
| North Melbourne                          | 4       | 1975, 1977, 1996, 1999                                                                         |
| West Coast                               | 4       | 1992, 1994, 2006, 2018                                                                         |
| Brisbane Lions                           | 4       | 2001, 2002, 2003,2024                                                                          |
| Western Bulldogs / Footscray (1925-1996) | 2       | 1954, 2016                                                                                     |
| Adelaide                                 | 2       | 1997, 1998                                                                                     |
| St Kilda                                 | 1       | 1966                                                                                           |
| Port Adelaide                            | 1       | 2004                                                                                           |
| Fremantle                                | -       | -----                                                                                          |
| University (1908–1914)                   | -       | -----                                                                                          |
| Brisbane Bears (1987–1996)               | -       | -----                                                                                          |
| Gold Coast                               | -       | -----                                                                                          |
| Greater Western Sydney                   | -       | -----                                                                                          |